# Linke Frigyes
Linke Frigyes (Pest, 1854. június 21. – Kladrau, 1914. október 12.) vegyész.

## Életpályája
A főgimnáziumot Újvidéken végezte el. A bécsi (1870–1874) majd a heidelbergi Műszaki Egyetemen tanult (1875). 1875-ben doktorált Heidelbergben. Ezután a bécsi Kerámia-, Üveg- és Zománckutató Intézetben Kosch asszisztense, majd adjunktusa lett. 1889-ben a kémiai tanszék vezetője volt. Az Iparművészeti Iskola Laboratóriuma és a Bécsi Iparművészeti Iskola tanára volt. 1883-tól a bécsi császári és királyi Képzőművészeti Akadémia színkémiai oktatója volt. 1909. Korm. Tanács. L. kiváló szakértője volt a zománcüveg színek és mázak területén.
Többek között felelevenítette a Limusin zománc régi technikáját, és újszerű domborműves zománcokat fejlesztett ki fajanszhoz és üveghez.